# Parafia Narodzenia Najświętszej Maryi Panny w Białogardzie
Parafia pw. Narodzenia Najświętszej Maryi Panny w Białogardzie – parafia należąca do dekanatu Białogard, diecezji koszalińsko-kołobrzeskiej, metropolii szczecińsko-kamieńskiej. Została utworzona 21 stycznia 1982. Siedziba parafii mieści się przy ulicy Najświętszej Maryi Panny.

## Proboszczowie
- ks. Wojciech Partyka (1945-1946)
- ks. Jan Pękalski (1946-1964)
- ks. Czesław Berka (1964-1988)
- ks. Norbert Roj (1988-2001)
- ks. Inf. Antoni Kloska (2001-2014)[1]
- ks. Witold Karczmarczyk (od 2014)[2]

## Obszar parafii

### Przedszkola i szkoły
- Szkoła Podstawowa nr 3
- Przedszkole Miejskie nr 1
- Liceum Ogólnokształcące im Bogusława X

### Zgromadzenie zakonne:
- Zgromadzenie Sióstr Najświętszej Duszy Chrystusa[1]

## Miejsca święte

### Kościół parafialny
Kościół pw. Narodzenia Najświętszej Maryi Panny w Białogardzie
Kościół parafialny został wybudowany w roku 1310 w stylu gotyckim, konsekrowany w 1985.

### Kościoły filialne i kaplice
Punkt odprawiania Mszy św. w Lulewicach